# Gerhard Widmer
Gerhard Widmer (* 1961 in Bildstein) ist ein österreichischer Informatiker. Er ist Professor für Informatik am Institut für Computational Perception der Johannes Kepler Universität Linz.

## Leben
Widmer wurde 1961 in Bildstein geboren und war in seiner Jugend erfolgreicher Pianist. Unter anderem erreichte er den ersten Platz beim Vorarlberger Landes-Instrumentalwettbewerb in der Kategorie Klavier. Er studierte Informatik an der TU Wien und schloss sein Studium 1984 mit Auszeichnung ab. Anschließend studierte er mit einem Fulbright-Stipendium in den Vereinigten Staaten (University of Wisconsin–Madison, 1984–1986).
2004 wurde Widmer als Professor an der Johannes Kepler Universität Linz berufen. Er leitet dort das Institut für Computational Perception und ist Sprecher des Fachbereichs Informatik. Seit 2008 ist er Mitglied der Jungen Kurie der Österreichischen Akademie der Wissenschaften. Er ist Leiter der Abteilung für Machine Learning, Data Mining und Intelligent Music Processing am Österreichischen Forschungsinstitut für Artificial Intelligence in Wien.
Widmer erhielt 2009 den mit 1,4 Millionen Euro dotierten Wittgenstein-Preis. 2015 erhielt er einen mit 2,3 Millionen Euro dotierten ERC Advanced Grant des Europäischen Forschungsrates.
2021 wurde er korrespondierendes Mitglied der Österreichischen Akademie der Wissenschaften (ÖAW).

## Preise
- Kardinal-Innitzer-Preis (Förderpreis, 1997)
- Start-Preis (1998)
- Wittgenstein-Preis (2009)
- Falling Walls Science Breakthrough of the Year 2021[8]